# 郡山中央交通
郡山中央交通株式会社（こおりやまちゅうおうこうつう）は、福島県郡山市に本社を置く貸切バス専業事業者である。福島県バス協会会員。略称は「郡中交通（ぐんちゅうこうつう）」。なお「郡中（ぐんちゅう」は同社の登録商標である。
コーポレートカラーはピンクで、貸切バスの塗装も淡いピンク色である。ロゴマークはピンク色のリボンに「Gunchu Kotsu」の文字が組み合わせてあり、リボンと「Re Born」を掛けている
かつては福島駅・郡山駅 - 東京駅間で夜行高速ツアーバス「やばっせライナー」を運行していた。

## 沿革
- 2000年
  - 6月 - 日の出観光バス（須賀川市）を買収する[4]。
  - 10月 - 郡山中央交通株式会社として発足する[4]。
- 2001年
  - 5月 - 小型3台、中型1台、大型2台で営業開始する[4]。
- 2003年
  - 5月 - 伊達郡伊達町（現：伊達市に福島営業所を小型3台で開設する[4]。
  - 8月 - 福島市黒岩に黒岩事務所を開設する[4]。
- 2006年
  - 7月 須賀川市滑川に須賀川営業所を開設する[4]。
- 2007年
  - 8月 - 現在地に店舗兼事務所を新築する[4]。
- 2009年
  - 2月 - 本宮市内の国道4号下りにて運行を担当する夜行スキーバスによる追突事故が発生[4]。
  - 12月 - 追突事故を受け、東北運輸局より事業改善命令が発せられる[4]。
  - 4月 - 福島営業所を黒岩事務所へ統合する[4]。
- 2011年
  - 3月 - 東日本大震災に伴う福島第一原子力発電所事故の発生を受け、浜通り地区からの避難移動のための支援運行を開始する[4]。
- 2019年
  - 2月 - 西白河郡西郷村に白河営業所を開設する。
- 2020年
  - 4月 - 郡山市田村町に田村営業所を開設し、スクールバスの運行を開始する[4]。
  - 4月 - 新型コロナウイルス感染症による緊急事態宣言を受け、貸切バスの稼働を停止[4]。
  - 6月 - 「医療従事者様ご招待バスツアー」を催行[4]。
- 2021年
  - 7月 - 東白川郡棚倉町に棚倉営業所を開設する[4]。
  - 12月 - 日本バス協会「貸切バス事業者安全性評価認定制度」2つ星事業者の認定を受ける[4]。
- 2022年
  - 4月1日 - 福島営業所を近隣地へ移転[5]。
- 2023年
  - 2月1日 - 公式ウェブサイトをリニューアル[5]。

## 事業所
本社
- 福島県郡山市安積町日出山3-280

福島営業所
- 福島県福島市黒岩字堂ノ後63-1

白河営業所
- 福島県西白河郡西郷村小田倉字飯豊49

田村営業所
- 福島県郡山市田村町糠塚字反田341

棚倉営業所
- 福島県東白川郡棚倉町上台調練場16-1

## 車両
大型バスは日野・セレガ、三菱ふそう・エアロエース、中型バスは日野・セレガ（9mショート）、小型バスは三菱ふそう・ローザを主に使用している。
- 在籍車両（2022年時点）
  - 本社 - 38台（大型26台、中型4台、小型8台）[6]
  - 福島営業所 - 11台（大型7台、中型1台、小型3台）[7]
  - 白川営業所 - 7台（大型5台、中型1台、小型1台）[8]
  - 田村営業所 - 4台（小型4台）[9]
  - 棚倉営業所 - 3台（大型2台、小型1台）[10]

## 子会社
- 株式会社郡中トラベル - 旅行業
- 株式会社トレンビュー - 自動車整備業、中古バス売買
- 有限会社ひまわり交通 - 貸切バス
- 有限会社ビッグ愛 - 人材派遣、レンタカー
- 有限会社トレンビューロジスティクス - 貨物輸送